# Vierge à l'Enfant sur un croissant de lune
Vierge à l'Enfant sur un croissant de lune est une gravure sur cuivre au burin datée vers 1499, de l'artiste de la Renaissance allemande Albrecht Dürer (1471-1528).

## Histoire

Martin Schongauer, Vierge à l'Enfant à la pomme (c. 1475).

Dürer dans sa jeunesse puise régulièrement dans l'art de Martin Schongauer pour ses représentations mariales. La Vierge à l'Enfant sur un croissant de lune témoigne de l'influence de deux estampes de Schongauer sur le jeune Dürer, la Vierge à la pomme (vers 1475) et la Petite Vierge à l'Enfant debout. La première est déjà largement popularisée à Nuremberg par les xylographies éditées vers 1497 dans le Breviarum capituli ecclesiae sanctae Mariae Erfordensis de Kaspar Hochfeder et dans le feuillet d'une prière à saint Denis éditée par Georges Stuchs.
L'extrême proximité entre les deux estampes ne peut être due qu'à une connaissance directe par Dürer de l'œuvre du maître.
Dürer décline ensuite ce motif de la Vierge à l'Enfant sur un croissant de lune en 1508, 1514 et 1516, mais aucune d'entre elles n'atteindra le succès de la version initiale, qui se mesure aussi au nombre de ses copies gravées, une vingtaine répertoriées dans Vogt en 2008 et Strauss en 1891.
Une de ces copies, non répertoriée, est signée MS et rappelle peut-être fortuitement le lien entre Dürer et Schongauer.

## Analyse
Au travail similaire au burin avec l'œuvre de Schongauer s'ajoute le type de figure serpentine aux cuisses à la longueur irréaliste et aux longs cheveux ondulés retenus par un bandeau, comme les effets du drapé du long manteau.